# Nepenthes thai
Nepenthes thai este o specie de plante carnivore din genul Nepenthes, familia Nepenthaceae, ordinul Caryophyllales, descrisă de Martin Roy Cheek. Conform Catalogue of Life specia Nepenthes thai nu are subspecii cunoscute.